# Jan Dyduch
Jan Dyduch (ur. 24 stycznia 1956) – posiadacz stopnia 9 DAN w Oyama Karate, prezes Polskiej Federacji Karate. Jeden z pierwszych karateków stylu Kyokushin w Polsce. Hanshi z wykształcenia jest historykiem.

## Życiorys
Jan Dyduch zaczął trenować karate kyokushin w wieku 18 lat. W 1975 reprezentował Polskę w Otwartych Mistrzostwach Świata Karate Kyokushin w Japonii, gdzie kancho Masutatsu Ōyama przyznał mu nagrodę specjalną. W 1976 został Mistrzem Polski Karate Kyokushin w kategorii ciężkiej i zdobył złoty medal w Międzynarodowym Turnieju Karate Kyokushinkai "O Puchar Wawelskiego Smoka".
W 1977 roku, po powrocie z Indii i Afganistanu zakończył karierę zawodniczą i rozpoczął działalność szkoleniową w Krakowie. W 1980 roku zdał z wyróżnieniem egzamin na stopień mistrzowski 1 dan a w 1983 roku na 2 dan kyokushin karate. Oprócz kariery sportowej pełnił także wysokie funkcje organizacyjne w polskim Kyokushin będąc m.in. Przewodniczącym Komisji Kyokushinkai Polskiego Związku Karate i Prezesem Krakowskiego Klubu Karate Kyokushinkai. W latach 1985–86 oraz w 1990 roku przebywał i trenował w USA.
W 1991 roku nawiązał kontakt z Shigeru Ōyama twórcą stylu Oyama karate i zdecydował się na odejście z IKO kyokushin. Od tego roku stał się animatorem rozwoju stylu OYAMA w Polsce. W 1992 roku zdał w Holandii test weryfikacyjny na 2 DAN, a następnie egzamin na stopień mistrzowski 3 dan w Oyama karate. W 1994 roku zdał egzamin na 4 dan. W 1997 roku został promowany na stopień mistrzowski 5 dan i otrzymał tytuł Shihan. W dowód uznania dla wysokich umiejętności technicznych i szkoleniowych, jak również sukcesów organizacyjnych oraz sportowych w Polsce i na arenie międzynarodowej, Jan Dyduch w 2001 roku z rąk Wielkiego Mistrza Shigeru Oyamy 10 dan, otrzymał nominację na stopień mistrzowski 6 DAN, a w 2004 roku na 7 DAN. W 2010 roku,  w Sankt-Petersburgu, podczas Międzynarodowego Seminarium Szkoleniowo-Kwalifikacyjnego OYAMA IKF Wielki Mistrz Shigeru Ōyama nadał mu 8 stopień mistrzowski i jednocześnie tytuł hanshi.
Jan Dyduch wychował wielu znakomitych zawodników i instruktorów m.in. mistrzów świata knockdown Oyama karate, wielu medalistów mistrzostw Europy, dziesiątki medalistów mistrzostw Polski i Pucharu Polski. Wyszkolił bądź wypromował blisko 360 posiadaczy czarnych pasów Oyama karate w Polsce.  W 2023 roku Zjazd Delegatów OYAMA Międzynarodowej Federacji Karate nadał jednogłośnie Hanshi Dyduchowi stopień mistrzowski 9 dan za wybitne zasługi organizacyjne, szkoleniowe oraz sportowe na rzecz rozwoju Oyama karate na arenie międzynarodowej.